# Csintalan lányok, rossz fiúk
A Csintalan lányok, rossz fiúk a magyar Hobo Blues Band blueszenekar tizenharmadik nagylemeze. Az albumon közreműködött az együttes egykori énekese, Deák Bill Gyula, és szájharmonikán Ferenczi György is.

## Számok
1. A három testőr D’Artagnan ellen
2. Barbie baba blues
3. Taxi blues
4. Nyolcperces szerelem
5. Félamerikai vagyok
6. Hű Asszony blues
7. Rosszasszony blues
8. Lili, a bárónő
9. Hibás a térkép
10. Veteránok
11. Csintalan lányok, rossz fiúk
12. A cirkusz megy tovább

## Közreműködők
- Solti János – dob
- Földes László – ének
- Zsoldos Tamás – basszusgitár
- Tóth János Rudolf – gitár
- Tátrai Tibor – gitár
- Deák Bill Gyula – ének
- Vendég: Ferenczi György – szájharmonika[1]